# Ядарит
Ядарит — мінерал, боросилікат літію та натрію з гідроксилом. Хімічна формула: {\displaystyle {\ce {LiNaSiB3O7(OH)}}}. Білого кольору. Знайдено у шахті, поблизу річки Ядар, у Сербії, 2006 року, під час вивчення горючих сланців неогенового віку. Новий мінерал досить твердий і має дуже маленькі кристалічні зерна — до 5 мікрометрів. Флуоресціює рожево-оранжевим кольором під час дії ультрафіолетових променів.
Хімічний склад мінералу близький до складу вигаданого мінералу криптоніту, згадка якого зустрічається в коміксах про Супермена, через що ядарит іноді називають цим ім'ям. Але, на відміну від вигаданого матеріалу у фільмі, мінерал не містить фтору, не випромінює електромагнітне випромінювання та має білий, а не зелений колір.